# Jiří Klička
Jiří Klička (* 6. února 1956) je bývalý český fotbalista, záložník.

## Fotbalová kariéra
V československé lize hrál za TJ Vítkovice. Nastoupil v 21 utkáních a dal 1 gól. V nižších soutěžích hrál i za a Spartak Hradec Králové.

## Ligová bilance
| Ročník                                   | Zápasy | Góly | Klub                      |
| ---------------------------------------- | ------ | ---- | ------------------------- |
| Česká národní fotbalová liga 1980/81     | -      | 9    | TJ Vítkovice              |
| 1. československá fotbalová liga 1981/82 | 13     | 1    | TJ Vítkovice              |
| 1. československá fotbalová liga 1982/83 | 8      | 0    | TJ Vítkovice              |
| Česká národní fotbalová liga 1982/83     | 15     | 3    | TJ Spartak Hradec Králové |
| 2. česká národní fotbalová liga 1983/84  | -      | -    | TJ Spartak Hradec Králové |
| Česká národní fotbalová liga 1984/85     | 30     | 3    | TJ Spartak Hradec Králové |
| Česká národní fotbalová liga 1985/86     | 27     | 2    | TJ Spartak Hradec Králové |
| Česká národní fotbalová liga 1986/87     | 9      | 0    | TJ Spartak Hradec Králové |
| CELKEM 1. liga                           | 21     | 1    |                           |